# Bulletin from Nothing
Das Bulletin from Nothing war eine kurzlebige Literaturzeitschrift (im englischen auch Little Mag genannt), das von Mary Beach und Claude Pélieu 1965 in San Francisco in zwei Ausgaben herausgegeben wurde.

## Beschreibung
Der Name spielte auf Dada an, auf den Kölner Ausstellungskatalog Bulletin D (1919) von Johannes Theodor Baargeld und Max Ernst, vielleicht auch auf die sechste Nummer des Pariser Dada (Februar 1920) von Tristan Tzara, die auch als Bulletin Dada bekannt wurde. Das Roulette auf dem von Chano Pozo gestalteten Umschlag der ersten Nummer des Bulletin from Nothing könnte ein Hinweis auf Marcel Duchamps Monte Carlo Bond von 1924 sein. Diese Lithografie war in der Weihnachtsnummer 1938 von Xxe Siècle reproduziert worden. Der Titel der zweiten Nummer des Bulletin from Nothing zeigt Pop-Art-gemäß einen manischen Burt Lancaster, der auf den Betrachter mit einem großen Messer in der Hand losgeht.
Das Bulletin from Nothing veröffentlichte William S. Burroughs und andere Autoren und Künstler (Collagen) der Underground Literatur der Nach-Beat Generation Zeit. Das großformatige Bulletin wurde von Charles Plymell auf einer kommerziellen Druckerpresse gedruckt und professionell gebunden, Bulletin was not a mimeo job.
Lawrence Ferlinghetti vertrieb das Bulletin ebenso wie viele andere Underground-Literaturmagazine in seinem City Lights–Buchladen. Claude Pélieu und Mary Beach arbeiteten als Verleger eng mit Ferlinghettis City Lights Press zusammen.

## Ausgaben
- Ausgabe 1: Texte von Claude Pélieu, Mary Beach, Claude Pélieu, Jeff Nuttall, Antonin Artaud, W. S. Burroughs: Composite Text, Charles Plymell, Roxie Powell, Benjamin Péret, Ed Sanders, Lawrence Ferlinghetti, Bob Kaufman, David Omar Bearden, Leland S. Meyerzove; Kunst von: Claude Pelieu (Text mit Illustrationen), Charles Plymell (Text mit Collagen), Mary Beach (Abstrakt-Expressionstische Kalligraphie), Norman Ogue Mustill (3 Collagen in Heft, zwei mit Visuellen Gedichten), Chano Pozo (Collagen auf der Vorderseite und Rückseite des Heftes).
- Ausgabe 2: Texte: William S. Burroughs: Palm Sunday Tape, Roxie Powell und Claude Pélieu, Claude Pélieu, Jeff Nuttall, Kunst: Claude Pélieu (Collage), Chano Pozo (Collage), Jean-Jacques Lebel (Zeichnung), Texte: Bob Kaufman, Charles Plymell, Kunst: Norman O. Mustill (2 Collagen), Claude Pélieu (Collage), Ed Sanders und Peter Orlovsky (Text, Collage), Claude Pélieu (2 Collagen), Charles Plymell, Mary Beach (2 Kalligraphien).

## Die Zeitschrift als Faksimile
- RealityStudio (blog) Jed Birmingham: Bulletin from Nothing, 26. August 2009. Ausführlicher Essay, Facsimiles der beiden Ausgaben und des späteren Bulletin from Nothing Flyers.

## Deutsche Übersetzungen
- Einige der Texte sind in Deutsch zu finden in „März-Texte 1“, 1969; wieder in: März-Texte 1 & Trivialmythen. Hg. Jörg Schröder und Barbara Kalender. Area, Erftstadt 2004[2]